# Сундбю, Мартин Йонсруд
Мартин Йонсруд Сундбю (норв. Martin Johnsrud Sundby; род. 26 сентября 1984[…], Осло) — норвежский лыжник, двукратный олимпийский чемпион 2018 года в эстафете и командном спринте, трёхкратный обладатель Кубка мира в общем зачёте (2013/14, 2015/16, 2016/17), четырёхкратный чемпион мира. Специалист стайерских дистанций. В марте 2021 года объявил о завершении спортивной карьеры.

## Спортивная карьера

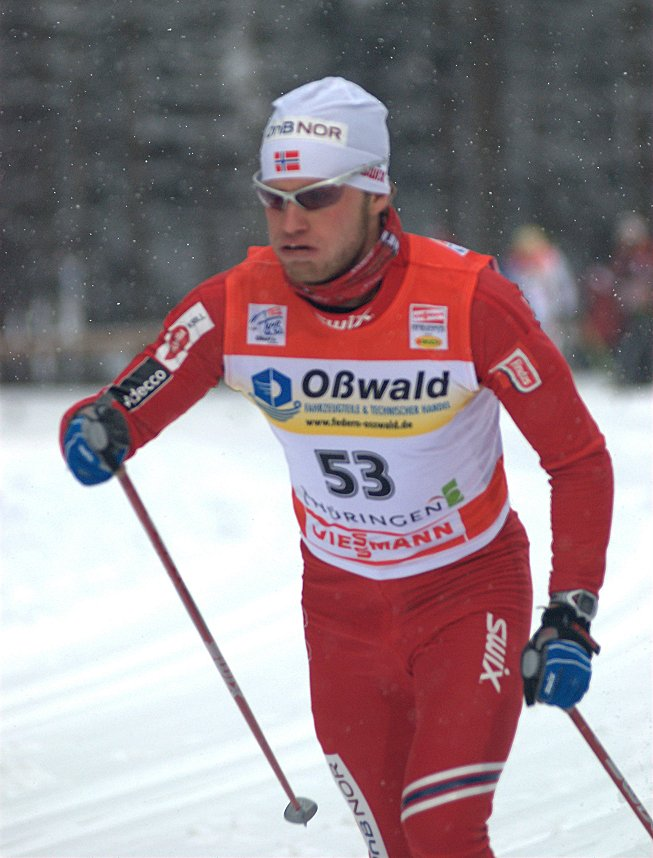
Сундбю на Тур де Ски 2010 года

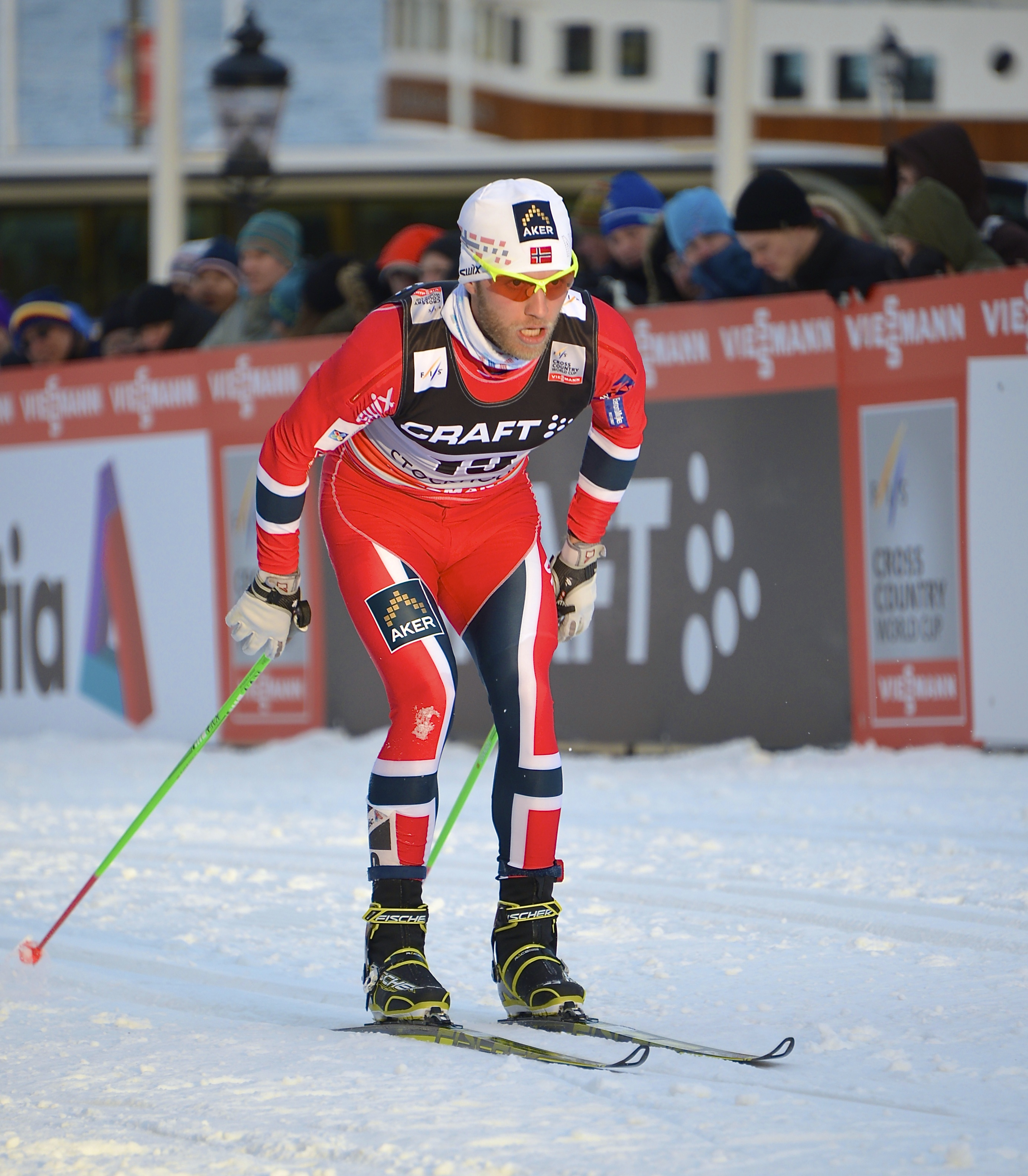
Сундбю в 2013 году

В Кубке мира Сундбю дебютировал в 2005 году, в ноябре 2007 года одержал свою первую победу на этапе Кубка мира в составе эстафеты. Всего на сегодняшний момент имеет 19 побед на этапах Кубка мира в личных гонках и 14 побед в командных гонках (в том числе 13 — в эстафетах). Также на счету Сундбю 11 побед на этапах многодневок.
Дважды побеждал на лыжной многодневке Тур де Ски (2014, 2016). Также победил на Тур де Ски 2015 года, но затем был дисквалифицирован и лишён победы.
На Олимпиаде в Ванкувере завоевал серебро в эстафете, в индивидуальных гонках показал следующие результаты: 15 км свободным стилем — 33-е место, дуатлон 15+15 км — 18-е место, масс-старт 50 км — 15-е место.
Сезон 13/14 стал для норвежца прорывным. Впервые выиграв мини-тур Nordic Opening, Сундбю получил преимущество в общем зачёте и продержал его до конца сезона. Кроме того, Мартин Йонсруд стал первым в истории норвежцем, одержавшим победу в генеральной классификации престижной многодневки Тур де Ски. 
На Олимпийских играх 2014 года в Сочи выиграл бронзу в скиатлоне 15+15 км (проиграв Дарио Колонье и Маркусу Хельнеру), занял 4-е место на дистанции 50 км (уступил на самом финише трём россиянам Александру Легкову, Максиму Вылегжанину и Илье Черноусову), 4-е место в составе эстафетной сборной и 13-е место на дистанции 15 км.
Победил в Финале Кубка мира и одержал победу в общем и дистанционном зачёте.
Сезон 14/15 Сундбю начал в статусе главного фаворита, убедительно проведя первую половину этапов. Чемпионат мира в Фалуне сложился крайне неудачно (принимал участие лишь в марафоне и оказался за пределами десятки). 
После дела-2015, связанного с превышением допустимой дозы лекарства, Сундбю лишился победы на Тур де Ски 2014/2015, а также третьего места в Тоблахе и Валь-ди-Фьемме и первого в Давосе. После вычета очков Сундбю потерял высшую позицию в общем зачёте
По итогам сезона 15/16 Мартин вновь выиграл общий зачёт и установил сразу несколько рекордов:
- Наибольшее количество очков в рамках одного сезона – 2634
- Наибольшее количество побед в рамках одного сезона – 14
- Наибольшее количество очков в дистанционном зачёте - 1444
Также Сундбю повторил своё же достижение двухлетней давности, выиграв все три многодневки, включая Тур Канады 2016, который проводился впервые
Сезон 16/17 Мартин начал с очередной победы в Lillehammer tour, тем самым став первым спортсменом, выигравшим мини-многодневку 4 раза подряд. Тур де Ски же закончил на второй позиции, уступив лишь россиянину Сергею Устюгову. 
На Чемпионате мира в Лахти завоевал две личные серебряные медали (в скиатлоне и разделке), а также стал чемпионом в составе эстафетной сборной Норвегии, выступив на третьем этапе.
После второй подряд победы в холменколленском марафоне досрочно завершил сезон, пропустив Финал кубка мира. Заработанных очков хватило для Глобуса, ставшего для норвежца третьим в карьере
В сезоне 17/18 вновь поднялся на пьедестал почёта финского мини-тура, но на сей раз стал вторым вслед за соотечественником Йоханнесом Клебо. На Тур де Ски долгое время был аутсайдером, выиграв лишь один подиум. Однако показал лучшее время в финальном преследовании и занял итоговое второе место. Победу же одержал швейцарец Дарио Колонья
На Олимпийских играх 2018 года в Пхёнчхане Сундбю стал вторым в скиатлоне, уступив только другому норвежцу Симену Крюгеру. 18 февраля 33-летний Сундбю наконец сумел стать олимпийским чемпионом, победив в составе сборной Норвегии в эстафете 4×10 км (Сундбю бежал второй этап классическим стилем). 21 февраля Сундбю завоевал второе олимпийское золото, выиграв командный спринт свободным стилем вместе с Йоханнесом Хёсфлотом Клебо. На дистанции 15 км на Олимпийских играх Сундбю занял 4-е место (в борьбе за бронзу норвежец уступил 1,9 сек россиянину Денису Спицову), а в масс-старте на 50 км стал пятым (лучшим среди норвежцев).
Финал кубка мира закончил на четвёртом месте, а в общем зачёте стал третьим.
Кубковый сезон 18/19 в целом складывался для Сундбю неудачно, но чемпионат мира в Зефельде оказался лучшим в карьере норвежского лыжника. Помимо бронзы в скиатлоне и победы в эстафете, Мартин завоевал долгожданное личное золото на дистанции 15 км, выбрав удачный стартовый номер и справившись с непростыми погодными условиями.
За карьеру принимал участие в семи подряд чемпионатах мира (2009, 2011, 2013, 2015, 2017, 2019, 2021), на которых в сумме завоевал восемь медалей, включая золото в гонке с раздельным стартом на 15 км классическим стилем на чемпионате мира 2019 года и три золота в эстафетах в 2011, 2017 и 2019 годах.

## Дело 2015
В январе 2015 года Норвежская федерация лыжного спорта была проинформирована о том, что в допинг-пробах Сундбю от 13 декабря 2014 года и 8 января 2015 года на 35 % превышена дозировка допинга сальбутамола (товарный знак Ventolin), разрешённая спортсменам-астматикам. Тем не менее FIS сразу не отстранила Сундбю от соревнований, а 4 сентября 2015 года допинговая группа FIS в тайне от общественности оправдала Сундбю. 4 октября 2015 года в WADA заявили, что будут обжаловать дело в CAS. Дело рассматривалось в течение зимнего сезона 2015−2016, а Сундбю продолжал выступать на этапах Кубка мира. В начале июля 2016 года CAS вынес Сундбю обвинительный приговор, лишив титулов победителя «Тур де Ски» и общего зачёта сезона 2014/2015, а также дисквалифицировав его на два месяца. Только после этого факт нарушения Сундбю антидопинговых правил был обнародован — 20 июля 2016 года об этом сообщили на пресс-конференции норвежской федерации с участием Сундбю, врача команды Кнута Габриэльсена, президента федерации Эрика Рёсте и пресс-атташе Эспена Граффа.

## Результаты на крупнейших соревнованиях
Все результаты приведены в соответствии с данными Международной федерации лыжного спорта.

### Зимние Олимпийские игры
| Олимпийские игры | Спринт | Командный спринт | 15 км | 15+15 км | 50 км | Эстафета |
| ---------------- | ------ | ---------------- | ----- | -------- | ----- | -------- |
| 2010 Ванкувер    | —      | —                | 33    | 18       | 15    | 2        |
| 2014 Сочи        | —      | —                | 15    | 3        | 4     | 4        |
| 2018 Пхёнчхан    | —      | 1                | 4     | 2        | 5     | 1        |

### Чемпионаты мира по лыжным видам спорта
| Чемпионат мира          | Спринт | Командный спринт | 15 км | 15+15 км | 50 км | Эстафета |
| ----------------------- | ------ | ---------------- | ----- | -------- | ----- | -------- |
| 2009 Либерец            | —      | —                | 34    | —        | —     | —        |
| 2011 Осло-Хольменколлен | —      | —                | 3     | 5        | 24    | 1        |
| 2013 Валь-ди-Фьемме     | —      | —                | —     | 2        | —     | —        |
| 2015 Фалун              | —      | —                | —     | —        | 11    | —        |
| 2017 Лахти              | —      | —                | 2     | 2        | 5     | 1        |
| 2019 Зефельд            | —      | —                | 1     | 3        | 4     | 1        |
| 2021 Оберстдорф         | —      | —                | 7     | —        | —     | —        |

### Кубок мира
| Номер | Сезон   | Дата                      | Место проведения                                            | Дисциплина                                            | Место    |
| ----- | ------- | ------------------------- | ----------------------------------------------------------- | ----------------------------------------------------- | -------- |
| 1     | 2008-09 | 30 ноя 2008               | Куусамо                                                     | Гонка с раздельным стартом, 15 км, классический стиль | 1 место  |
| 2     | 2008-09 | 31 дек 2008               | Нове-Место                                                  | Гонка с раздельным стартом, 15 км, классический стиль | 2 место* |
| 3     | 2010-11 | 19 фев 2011               | Драммен                                                     | Гонка с раздельным стартом, 15 км, классический стиль | 2 место  |
| 4     | 2011-12 | 03 мар 2012               | Лахти                                                       | Скиатлон, 15+15 км                                    | 2 место  |
| 5     | 2011-12 | 10 мар 2012               | Осло                                                        | Марафон, 50 км, классический стиль                    | 3 место  |
| 6     | 2012-13 | 24 ноя 2012               | Елливаре                                                    | Гонка с раздельным стартом, 15 км, свободный стиль    | 1 место  |
| 7     | 2012-13 | 02 дек 2012               | Куусамо                                                     | Гонка преследования, 15 км, классический стиль        | 3 место* |
| 8     | 2012-13 | 10 мар 2013               | Лахти                                                       | Гонка с раздельным стартом, 15 км, классический стиль | 3 место  |
| 9     | 2012-13 | 16 мар 2013               | Осло                                                        | Марафон, 50 км, свободный стиль                       | 2 место  |
| 10    | 2012-13 | 23 мар 2013               | Фалун                                                       | Масс-старт, 15 км, классический стиль                 | 3 место* |
| 11    | 2012-13 | 24 мар 2013               | Фалун                                                       | Гонка преследования, 15 км, свободный стиль           | 2 место* |
| 12    | 2012-13 | 20 мар 2013 - 24 мар 2013 | Стокгольм Фалун                                             | Финал Кубка Мира                                      | 3 место  |
| 13    | 2013-14 | 29 ноя 2013 - 01 дек 2013 | Куусамо                                                     | Nordic Opening                                        | 1 место  |
| 14    | 2013-14 | 14 дек 2013               | Давос                                                       | Гонка с раздельным стартом, 30 км, свободный стиль    | 3 место  |
| 15    | 2013-14 | 29 дек 2013               | Оберхоф                                                     | Спринт, свободный стиль                               | 3 место* |
| 16    | 2013-14 | 31 дек 2013               | Ленцерхайде                                                 | Спринт, свободный стиль                               | 3 место* |
| 17    | 2013-14 | 03 янв 2014               | Кортина-д’Ампеццо-Тоблах                                    | Гонка преследования, 35 км, свободный стиль           | 1 место* |
| 18    | 2013-14 | 04 янв 2014               | Валь-ди-Фьемме                                              | Гонка с раздельным стартом, 10 км, классический стиль | 2 место* |
| 19    | 2013-14 | 28 дек 2013 - 05 янв 2014 | Оберхоф Ленцерхайде Кортина-д’Ампеццо Тоблах Валь-ди-Фьемме | Тур де Ски                                            | 1 место  |
| 20    | 2013-14 | 02 мар 2014               | Лахти                                                       | Гонка с раздельным стартом, 15 км, свободный стиль    | 1 место  |
| 21    | 2013-14 | 08 мар 2014               | Осло                                                        | Марафон, 50 км, классический стиль                    | 2 место  |
| 22    | 2013-14 | 15 мар 2014               | Фалун                                                       | Скиатлон, 15+15 км                                    | 2 место* |
| 23    | 2013-14 | 16 мар 2014               | Фалун                                                       | Гонка преследования, 15 км, свободный стиль           | 1 место* |
| 24    | 2013-14 | 14 мар 2014 - 16 мар 2014 | Фалун                                                       | Финал Кубка Мира                                      | 1 место  |
| 25    | 2014-15 | 30 ноя 2014               | Куусамо                                                     | Гонка с раздельным стартом, 15 км, классический стиль | 2 место  |
| 26    | 2014-15 | 06 дек 2014               | Лиллехаммер                                                 | Гонка с раздельным стартом, 10 км, свободный стиль    | 1 место* |
| 27    | 2014-15 | 07 дек 2014               | Лиллехаммер                                                 | Гонка преследования, 15 км, классический стиль        | 3 место* |
| 28    | 2014-15 | 05 дек 2014 - 07 дек 2014 | Лиллехаммер                                                 | Nordic Opening                                        | 1 место  |
| 29    | 2014-15 | 06 янв 2015               | Валь-Мюстаир                                                | Спринт, свободный стиль                               | 3 место* |
| 30    | 2014-15 | 07 янв 2015               | Тоблах                                                      | Гонка с раздельным стартом, 10 км, классический стиль | 3 место* |
| 31    | 2014-15 | 14 мар 2015               | Осло                                                        | Марафон, 50 км, свободный стиль                       | 3 место  |
| 32    | 2015-16 | 28 ноя 2015               | Куусамо                                                     | Гонка с раздельным стартом, 10 км, свободный стиль    | 1 место* |
| 33    | 2015-16 | 29 ноя 2015               | Куусамо                                                     | Гонка преследования, 15 км, классический стиль        | 2 место* |
| 34    | 2015-16 | 27 ноя 2015 - 29 ноя 2015 | Куусамо                                                     | Nordic Opening                                        | 1 место  |
| 35    | 2015-16 | 5 дек 2015                | Лиллехаммер                                                 | Скиатлон, 15+15 км                                    | 1 место  |
| 36    | 2015-16 | 12 дек 2015               | Давос                                                       | Гонка с раздельным стартом, 30 км, свободный стиль    | 1 место  |
| 37    | 2015-16 | 20 дек 2015               | Тоблах                                                      | Гонка с раздельным стартом, 15 км, классический стиль | 1 место  |
| 38    | 2015-16 | 02 янв 2016               | Ленцерхайде                                                 | Масс-старт, 30 км, классический стиль                 | 1 место* |
| 39    | 2015-16 | 03 янв 2016               | Ленцерхайде                                                 | Гонка преследования, 10 км, свободный стиль           | 1 место* |
| 40    | 2015-16 | 08 янв 2016               | Тоблах                                                      | Гонка с раздельным стартом, 10 км, свободный стиль    | 2 место* |
| 41    | 2015-16 | 09 янв 2016               | Валь-ди-Фьемме                                              | Масс-старт, 15 км, классический стиль                 | 1 место* |
| 42    | 2015-16 | 10 янв 2016               | Валь-ди-Фьемме                                              | Гонка преследования, 9 км, свободный стиль            | 1 место* |
| 43    | 2015-16 | 01 янв 2016 - 10 янв 2016 | Ленцерхайде Оберсдорф Тоблах Валь-ди-Фьемме                 | Тур де Ски                                            | 1 место  |
| 44    | 2015-16 | 23 янв 2016               | Нове-Место                                                  | Гонка с раздельным стартом, 15 км, свободный стиль    | 2 место  |
| 45    | 2015-16 | 06 фев 2016               | Осло                                                        | Марафон, 50 км, классический стиль                    | 1 место  |
| 46    | 2015-16 | 14 фев 2016               | Фалун                                                       | Масс-старт, 15 км, свободный стиль                    | 3 место  |
| 47    | 2015-16 | 21 фев 2016               | Лахти                                                       | Скиатлон, 15+15 км                                    | 1 место  |
| 48    | 2015-16 | 09 мар 2016               | Кэнмор                                                      | Скиатлон, 15+15 км                                    | 1 место* |
| 49    | 2015-16 | 12 мар 2016               | Кэнмор                                                      | Гонка преследования, 15 км, классический стиль        | 3 место* |
| 50    | 2015-16 | 01 мар 2016 - 12 мар 2016 | Гатино Монреаль Квебек Кэнмор                               | Тур Канады 2016                                       | 1 место  |
| 51    | 2016-17 | 27 ноя 2016               | Куусамо                                                     | Гонка с раздельным стартом, 15 км, классический стиль | 3 место  |
| 52    | 2016-17 | 04 дек 2016               | Лиллехаммер                                                 | Гонка преследования, 15 км, классический стиль        | 2 место* |
| 53    | 2016-17 | 02 дек 2016 - 04 дек 2016 | Лиллехаммер                                                 | Nordic Opening                                        | 1 место  |
| 54    | 2016-17 | 10 дек 2016               | Давос                                                       | Гонка с раздельным стартом, 30 км, свободный стиль    | 1 место  |
| 55    | 2016-17 | 17 дек 2016               | Ла-Клюз                                                     | Масс-старт, 15 км, свободный стиль                    | 2 место  |
| 56    | 2016-17 | 01 янв 2017               | Валь-Мюстаир                                                | Масс-старт, 10 км, классический стиль                 | 2 место* |
| 57    | 2016-17 | 3 мар 2013                | Оберстдорф                                                  | Скиатлон, 10+10 км                                    | 2 место* |
| 58    | 2016-17 | 04 янв 2017               | Оберстдорф                                                  | Гонка преследования, 15 км, свободный стиль           | 2 место* |
| 59    | 2016-17 | 07 фев 2017               | Валь-ди-Фьемме                                              | Масс-старт, 15 км, классический стиль                 | 1 место* |
| 60    | 2016-17 | 31 дек 2016 - 08 янв 2017 | Валь-Мюстаир Оберстдорф Тоблах Валь-ди-Фьемме               | Тур де Ски                                            | 2 место  |
| 61    | 2016-17 | 21 янв 2017               | Ульрисехамн                                                 | Гонка с раздельным стартом, 15 км, свободный стиль    | 2 место  |
| 62    | 2016-17 | 29 янв 2017               | Фалун                                                       | Масс-старт, 30 км, классический стиль                 | 2 место  |
| 63    | 2016-17 | 17 фев 2017               | Отепя                                                       | Гонка с раздельным стартом, 15 км, классический стиль | 1 место  |
| 64    | 2016-17 | 8 мар 2017                | Осло                                                        | Марафон, 50 км, классический стиль                    | 1 место  |
| 65    | 2017-18 | 24 ноя 2017 - 26 ноя 2018 | Куусамо                                                     | Nordic Opening                                        | 2 место  |
| 66    | 2017-18 | 03 дек 2017               | Лиллехаммер                                                 | Скиатлон, 15+15 км                                    | 2 место  |
| 67    | 2017-18 | 31 дек 2017               | Ленцерхайде                                                 | Гонка с раздельным стартом, 15 км, классический стиль | 3 место* |
| 68    | 2017-18 | 07 янв 2018               | Валь-ди-Фьемме                                              | Гонка преследования, 9 км, свободный стиль            | 1 место* |
| 69    | 2017-18 | 30 дек 2017 - 07 янв 2018 | Ленцерхайде Оберстдорф Валь-ди-Фьемме                       | Тур де Ски                                            | 2 место  |
| 70    | 2017-18 | 28 янв 2018               | Зефельд                                                     | Масс-старт, 15 км, свободный стиль                    | 3 место  |
| 71    | 2017-18 | 10 мар 2018               | Осло                                                        | Марафон, 50 км, свободный стиль                       | 2 место  |
| 72    | 2018-19 | 08 дек 2018               | Бейтостолен                                                 | Гонка с раздельным стартом, 30 км, свободный стиль    | 2 место  |
| 73    | 2018-19 | 16 дек 2018               | Давос                                                       | Гонка с раздельным стартом, 15 км, свободный стиль    | 3 место  |
| 74    | 2018-19 | 17 мар 2019               | Фалун                                                       | Гонка с раздельным стартом, 15 км, свободный стиль    | 2 место  |

* - гонка проходила в рамках Тура